# Stilpnaspis argentina
Stilpnaspis argentina es una especie de insecto coleóptero de la familia Chrysomelidae.
Fue descrita científicamente en 1947 por Monrós & Viana.